# Chesneya villosa
Chesneya villosa là một loài thực vật có hoa trong họ Đậu. Loài này được (Boriss.) Kamelin & R.M.Vinogr. miêu tả khoa học đầu tiên.